# Brands þáttr örva
Brands þáttr örva (o El relat de Brand el Generós) és un relat curt o táttr sobre la història del rei Harald III de Noruega i la prova de generositat que feu a l'islandés Brandur Vermundsson. L'obra es degué escriure al s. XIII. El þáttr apareix en Morkinskinna i Hulda-Hrokkinskinna.

## Sinopsi
Brandur, sobrenomenat el Generós (literalment el de la mà foradada; nòrdic antic: hinn örvi), viatja des d'Islàndia a Noruega, on es reuneix amb el seu amic i skald Þjóðólfr Arnórsson. Þjóðólfr prèviament havia parlat sobre la virtut de Brandur, i en deia «que no era clar que cap altre home poguera ser millor rei d'Islàndia per la seua generositat i excel·lents qualitats personals». Harald demana a Þjóðólfr que pregunte a Brandur si li donaria el seu abric; Brandr li'l donà sense dir ni pruna. El rei demana li llavors la seua destral amb incrustacions d'or i Brandur li la dona, encara sense dir un mot. En acabant, li'n demana la túnica. Brandur, encara callat, li la dona, però se'n queda una màniga. El rei diu que Brandur havia tallat la màniga de la túnica perquè pensava que el rei tenia una sola mà, la que pren però no la que dona. Admetent que Brandur era savi i magnànim, li oferí honors i regals.